# Platja de Gargantera
La platja de Gargantera, a la localitat d'Antromero, parròquia de Bocines, Concejo de Gozón, és una platja de la costa central que no presenta protecció mitjana ambiental de cap tipus.

## Descripció
Es tracta d'una platja en forma de petxina, amb un llit compost per roques i una escassa sorra de gra daurat i mitjà.
Tant pel fet de tenir un accés complicat –només pot fer-se a peu–, com per la manca de qualsevol tipus d'equipament, i atès que es tracta realment d'un pedregar, no és gaire freqüentada pel públic. A més, el fort onatge fa poc recomanable banyar-s'hi.